# Bill Nye
William Sanford Nye (* 27. listopadu 1955 Washington, D.C.) je americký popularizátor vědy. V roce 1977 absolvoval technický obor na Cornellově univerzitě, pracoval jako konstruktér ve firmě Boeing a vynalezl hydraulický tlumič otřesů. Od roku 1986 vystupoval jako televizní komik a od roku 1993 moderoval na stanici PBS dětský pořad o vědě Bill Nye the Science Guy, který získal devatenáct cen Emmy. Vydal knihu Nepopiratelné – Evoluce a věda o stvoření světa, v níž odmítl kreacionismus. Je členem Committee for Skeptical Inquiry a The Planetary Society a nositelem Carl Sagan Award for Public Appreciation of Science, American Humanist Association ho vyhlásila osobností roku 2010. Hostoval v televizních seriálech Blindspot (Mrtvý bod), Vražedná čísla a Teorie velkého třesku, Hvězdná Brána: Atlantida zúčastnil se soutěže Dancing with the Stars.